# Elezione khaki
Una elezione khaki è una elezione influenzata pesantemente da sentimenti militaristi. Il nome deriva dal khaki, il colore delle uniformi della maggior parte delle forze armate di terra del Mondo. Furono comuni nel Regno Unito durante le elezioni generali del 1900, del 1918, del 1945 e (parzialmente) del 1983. Vennero vinte soprattutto da partiti dell'area di centro-destra.